# Wilhelm von Schrötter
Pour les articles homonymes, voir Schrötter.
Wilhelm Ludwig Hermann von Schrötter, né le 2 mars 1810 à Königsberg et mort le 29 janvier 1876 à Angnitten près de Preußisch Holland, est un fonctionnaire, propriétaire terrien et homme politique prussien. Il est membre du Parlement de Francfort en 1849.

## Biographie
Schrötter naît le 2 mars 1810 à Königsberg dans la province de Prusse-Orientale de Karl Wilhelm von Schrötter (de), propriétaire terrien et premier président de la cour d'appel régionale (Oberlandesgericht). Il étudie le droit à Königsberg puis Berlin jusqu'en 1834. En 1835, il débute comme assesseur à la cour d'appel régionale de Königsberg et, plus tard, propriétaire du domaine d'Angnitten (pl) près de Preußisch Holland. En 1845, il devient administrateur (de) de l'arrondissement de Preußisch Holland (de), fonction qu'il exerce jusqu'à sa mort. 
En 1849, Schrötter remplace Otto Ungerbühler au Parlement de Francfort en tant que député de la 14e circonscription de la province de Prusse, représentant l'arrondissement de Preußisch Holland. Il prend ses fonctions le 5 février mais ne rejoint aucun groupe parlementaire. En mars, il vote pour l'élection du roi de Prusse Frédéric-Guillaume IV comme empereur des Allemands puis, le 12 mai, quitte le Parlement. 
Il meurt à Angnitten le 29 janvier 1876, à 65 ans.